# Authou
Authou – miejscowość i gmina we Francji, w regionie Normandia, w departamencie Eure.
Według danych na rok 1990 gminę zamieszkiwało 306 osób, a gęstość zaludnienia wynosiła 103 osoby/km² (wśród 1421 gmin Górnej Normandii Authou plasuje się na 607. miejscu pod względem liczby ludności, natomiast pod względem powierzchni na miejscu 843.).